# Arthur Okonkwo
Arthur Okonkwo (* 9. September 2001 in London) ist ein englischer Fußballtorwart.

## Karriere

### Verein
Okonkwo begann seine Karriere beim FC Arsenal. Im September 2019 spielte er erstmals für die Reserve Arsenals. Im März 2021 stand er dann erstmals im Kader der Profis, zum Einsatz kam er aber für diese weder in der Saison 2020/21 noch 2021/22. Zur Saison 2022/23 wurde der Tormann an den Viertligisten Crewe Alexandra verliehen. Im Juli 2022 gab er daraufhin sein Debüt in der EFL League Two. In weiterer Folge verpasste er kein einziges Spiel Crewes und kam so zu 23 Viertligeinsätzen.
Im Januar 2023 wurde dann seine Leihe aber vorzeitig beendet und Okonkwo wurde an den österreichischen Bundesligisten SK Sturm Graz weiterverliehen. Bis zum Ende der Saison kam er zu 15 Einsätzen in der Bundesliga und gewann den ÖFB-Cup. Im September 2023 wurde er dann ein drittes Mal verliehen, diesmal an den Viertligisten AFC Wrexham. Dort absolvierte er bis zum Saisonende 36 Liga- sowie vier Pokalspiele und wurde anschließend vom Drittliga-Aufsteiger fest verpflichtet. Mit Wrexham stieg er in der Saison Saison 2024/25 in die EFL Championship auf.

### Nationalmannschaft
Okonkwo spielte zwischen 2015 und 2019 insgesamt elfmal für englische Jugendnationalteams.

## Erfolge
- Österreichischer Cup-Sieger: 2023